# Seznam francouzských dauphinů

Erb dauphina

Seznam francouzských dauphinů obsahuje chronologicky řazené nejstarší syny francouzských králů, kteří byli následníky francouzského trůnu a proto jim náležel titul dauphin (francouzsky le Dauphin, „delfín“). 
Titul dauphin původně příslušel rodu hrabat z Albon-Viennois. Dne 30. března 1349 bezdětný dauphin Humbert II. (†1355) prodal smlouvou z Romans svá území francouzskému králi Filipu VI., a to pod několika podmínkami:
- že jeho delfinát/hrabství nebude přímo vtěleno do Francouzského království (a římskému císaři tudíž formálně zůstanou vrchní lenní práva)
- že prvorozený následník francouzského trůnu ponese titul „dauphin“ (a pokud syna nebude, pak dočasně má vládnout jako dauphin sám král)
- že delfinát má být vyňat z běžných daňových povinností v království a jeho daně mají být použity pouze jako apanáž pro prince následníka

Od těch dob až do konce dědičné francouzské monarchie (1830) náležel prvorozenému synovi francouzského krále titul Dauphin de France (zatímco jeho mladší bratr, další v pořadí nástupu na trůn, byl u dvora titulován Monsieur). 
Prvním dauphinem byl pozdější král Karel V. Moudrý. Ovšem reálnou vládu nad Dauphiné mohli princové vykonávat jen do roku 1457, kdy král Karel VII. sesadil svého syna, devátého dauphina Ludvíka a donutil vienneské stavy k přísaze věrnosti, čímž vlastně zemi inkorporoval do království. Následní dauphini už tedy drželi pouze titul a Dauphiné vládli přímo králové.
| Francouzští následníci trůnu |                          |                   |                                              |                 |
| Rod Valoisů                  |                          |                   |                                              |                 |
| Portrét                      | Jméno                    | Následníkem Od–do | Rodiče                                       | Králem jako     |
|                              | Karel I. z Viennois      | 1350–1364         | Jan II. Francouzský Jitka Lucemburská        | Karel V. Moudrý |
|                              | Karel II. z Viennois     | 1368–1380         | Karel I. Moudrý Johana Bourbonská            | Karel VI.       |
|                              | Karel III. z Viennois    | 1386–1386         | Karel VI. Francouzský Isabela z Wittelsbachu | ~               |
| Portrét                      | Jméno                    | Následníkem Od–do | Rodiče                                       | Králem jako     |
|                              | Karel IV. z Viennois     | 1392–1401         | Karel VI. Francouzský Isabela z Wittelsbachu | ~               |
|                              | Ludvík I. z Viennois     | 1401–1415         | Karel VI. Francouzský Isabela z Wittelsbachu | ~               |
|                              | Jan III. z Viennois      | 1415–1417         | Karel VI. Francouzský Isabela z Wittelsbachu | ~               |
|                              | Karel V. z Viennois      | 1417–1422         | Karel VI. Francouzský Isabela z Wittelsbachu | Karel VII.      |
|                              | Ludvík II. z Viennois    | 1423–1461         | Karel VII. Francouzský Marie z Anjou         | Ludvík XI.      |
|                              | František I. z Viennois  | 1466–1466         | Ludvík XI. Francouzský Šarlota Savojská      | ~               |
| Portrét                      | Jméno                    | Následníkem Od–do | Rodiče                                       | Králem jako     |
|                              | Karel VI. z Viennois     | 1470–1483         | Ludvík XI. Francouzský Šarlota Savojská      | Karel VIII.     |
|                              | Karel VII. z Viennois    | 1492–1495         | Karel VIII. Francouzský Anna Bretaňská       | ~               |
|                              | Karel VIII. z Viennois   | 1496–1496         | Karel VIII. Francouzský Anna Bretaňská       | ~               |
|                              | František II. z Viennois | 1497–1497         | Karel VIII. Francouzský Anna Bretaňská       | ~               |
|                              | NN                       | 1508–1508         | Ludvík XII. Francouzský Anna Bretaňská       | ~               |
|                              | NN                       | 1512–1512         | Ludvík XII. Francouzský Anna Bretaňská       | ~               |
| Portrét                      | Jméno                    | Následníkem Od–do | Rodiče                                       | Králem jako     |
|                              | František IV. z Viennois | 1518–1536         | František I. Francouzský Klaudie Francouzská | ~               |
|                              | Jindřich I. z Viennois   | 1536–1547         | František I. Francouzský Klaudie Francouzská | Jindřich II.    |
|                              | František V. z Viennois  | 1547–1559         | Jindřich II. Francouzský Kateřina Medicejská | František II.   |

| Francouzští následníci trůnu |                         |                   |                                                 |              |
| Rod Bourbonů                 |                         |                   |                                                 |              |
| Portrét                      | Jméno                   | Následníkem Od–do | Rodiče                                          | Králem jako  |
|                              | Ludvík IV. z Viennois   | 1601–1638         | Jindřich III. Navarrský Marie Medicejská        | Ludvík XIII. |
|                              | Ludvík V. z Viennois    | 1638–1661         | Ludvík XIII. Francouzský Anna Rakouská          | Ludvík XIV.  |
|                              | Ludvík VI. z Viennois   | 1661–1711         | Ludvík XIV. Francouzský Marie Tereza Habsburská | ~            |
|                              | Ludvík VII. z Viennois  | 1711–1712         | Ludvík Francouzský Marie Anna Bavorská          | ~            |
|                              | Ludvík VIII. z Viennois | 1712–1712         | Ludvík Francouzský Marie Adéla Savojská         | ~            |
| Portrét                      | Jméno                   | Následníkem Od–do | Rodiče                                          | Králem jako  |
|                              | Ludvík IX. z Viennois   | 1710–1715         | Ludvík Francouzský Marie Adéla Savojská         | Ludvík XV.   |
|                              | Ludvík X. z Viennois    | 1729–1765         | Ludvík XV. Francouzský Marie Leszczyńská        | ~            |
|                              | Ludvík XI. z Viennois   | 1765–1781         | Ludvík Francouzský Marie Josefa Saská           | Ludvík XVI.  |
|                              | Ludvík XII. z Viennois  | 1781–1789         | Ludvík XVI. Francouzský Marie Antoinetta        | ~            |
|                              | Ludvík XIII. z Viennois | 1789–1791         | Ludvík XVI. Francouzský Marie Antoinetta        | Ludvík XVII. |
|                              | Ludvík Antonín z Artois | 1824–1830         | Karel X. Francouzský Marie Tereza Savojská      | Ludvík XIX.  |